# 阿卢维奥尼坎比奥
阿卢维奥尼坎比奥（義大利語：Alluvioni Cambiò），是意大利亚历山德里亚省的一个市镇。总面积9.28平方公里，人口987人，人口密度106.4人/平方公里（2009年）。ISTAT代码为006006。